# 池田彌三郎
- 池田彌三郎
- 池田弥三郎

池田 彌三郎（いけだ やさぶろう、1914年12月21日 - 1982年7月5日）は、日本の国文学者・民俗学者・随筆家。

## 経歴
出生から修学期
1914年、東京市京橋区（現・東京都中央区）で生まれた。生家は銀座の天麩羅屋"天金"で、その次男。
京橋区立泰明小学校、東京市立第一中学校（のちの東京都立九段高等学校）を経て、1931年4月、慶應義塾大学経済学部予科に入学。同級には井筒俊彦や加藤守雄がいた。1934年4月、文学部国文科に転じ、折口信夫に師事。戸板康二たちと共に、折口主宰の短歌結社「鳥船社」に参加。1937年、慶應義塾大学文学部国文科を卒業。
国文学者として
卒業後は、慶應義塾大学文学部に勤務。1963年、学位論文『日本芸能伝承論』を慶應義塾大学に提出して文学博士号を取得。教授時代、1957年から1963年にかけて、NHKのクイズバラエティ番組「私だけが知っている」などに出演し、タレント教授の走りとしても知られた。また1962年には『婦人公論』で「大学女禍論」と題する一文を発表し、早稲田大学教授の暉峻康隆と共に、女子学生亡国論を唱えて物議をかもした。1980年に慶應義塾を定年退職。
慶応大学退任後
慶応大学退職後は洗足学園魚津短期大学文学部教授に就任。洗足学園魚津短期大学国文科は新設であり、慶應義塾大学工学部長の森為可から主任教授就任の打診を受けたが、その際に「手を貸してくれ、ああ、やりますよ」という簡単なやりとりで決めてしまったという。
1982年に肝硬変が悪化し、67歳で死去。墓所は鎌倉霊園にある。

## 受賞・栄典
- 1977年：紫綬褒章を受章。

## エピソード
- 晩年は、自分で工夫し特注で短冊状の「縦20文字、横5文字」の原稿用紙を作らせ、「このほうが早くめくれるから、気のはずみになる」と称していた[9]。
- 「慶應義塾大学文学部を受験する学生に対して国語の試験をするなどとは失礼である」として、入試科目からいち早く国語を廃止し、小論文を導入した。一方で、国文科で国語の作問をするのは面倒であるし、負担が大きいとも述べた。英語の試験で国語力はわかるという考え方から、慶應義塾大学文系では国語の試験がない。

## 家族・親族
- 叔父：池田大伍は劇作家で演出家。

## 著作

### 著書
- 『芸能』岩崎書店・民俗民芸双書 1955
- 『文学と民俗学』岩崎書店・民俗民芸双書 1956
- 『日本人の芸能』(写真で見る日本人の生活全集) 岩崎書店 1957
- 『はだか風土記』大日本雄弁会講談社(ミリオン・ブックス) 1958
- 『日本故事物語』河出書房新社 1958
  - 文庫化 河出文庫
- 『はだか源氏』講談社(ミリオン・ブックス) 1959
- 『民俗故事物語』河出書房新社 1959
- 『日本の幽霊』中央公論社 1959
  - 文庫化 中公文庫 1978
- 『江戸時代の芸能』至文堂・日本歴史新書 1960
- 『枝豆は生意気だ』河出書房新社 1961
- 『まれびとの座：折口信夫と私』中央公論社 1961
  - 文庫化 中公文庫 1977
- 『池田弥三郎集』(現代知性全集 46) 日本書房 1961
- 『日本芸能伝承論』中央公論社 1962
- 『ゆれる日本語』河出書房新社 1962
- 『芸文散歩 池田弥三郎随筆集』桃源社 1962
- 『東京の12章』淡交新社 1963
- 『ふるさと・東京』東峰出版 1963
- 『ことばの文化』河出書房新社(日本の民俗) 1964
- 『光源氏の一生』講談社現代新書 1964
- 『銀座十二章』朝日新聞社 1965
  - 文庫化 旺文社文庫
  - 文庫化 朝日文庫
- 『私の食物誌』河出書房新社 1965
  - 文庫化 新潮文庫
  - 改題文庫化『たべもの歳時記』河出文庫
  - 選書化　岩波同時代ライブラリー
- 『東京横浜安心して飲める酒の店』有紀書房 1965
- 『俳句・俳人物語』ポプラ社 1966
- 『おとことおんなの民俗誌』講談社・ミリオンブックス 1966
  - 改題『性の民俗誌』 講談社学術文庫 2003
- 『わたしの源氏物語』講談社・ミリオン・ブックス 1966
- 『塵々集』雪華社 1966
- 『酒、男、また女の話』有紀書房 1966
- 『逆立ちの青春像 青年へのガイダンス』池田書店 1966
- 『わが師 わが学』桜楓社 1967
- 『言語のフォークロア』桜楓社 1967
- 『空想動物園』コダマプレス 1967
- 『ふるさと日本』鹿島研究所出版会 1967年
- 『広重の江戸』講談社・原色写真文庫 1968
- 『高市黒人・山部赤人』(日本詩人選) 筑摩書房 1970
- 『私説 折口信夫』中公新書 1972
- 『日本橋私記』東京美術 1972
- 『日本の旅人：在原業平 東下り』淡交社 1973
  - 新版 2020年
- 『わたしのいるわたし』三月書房 1973
  - 文庫化 角川文庫
- 『世俗の芸文』青蛙房 1973
- 『食前食後』日本経済新聞社 1973
  - 文庫化 旺文社文庫
- 『百人一首故事物語』河出書房新社 1974
  - 文庫化 河出文庫
- 『日本のことわざ 暮らしのなかの知恵』ポプラ社 1975
- 『露地に横丁に曲り角』新人物往来社 1975
- 『日本人の手紙』白馬出版 1975
- 『町ッ子 土地ッ子 銀座ッ子』三月書房 1976
- 『たが身の風景』読売新聞社 1976年
- 『暮らしの中の日本語』毎日新聞社 1976
  - ちくま文庫 1999年
- 『芸能の流転と変容』実業之日本社 1976
- 『ことばの中の暮らし』主婦の友社 1977
  - 文庫化 河出文庫
- 『日本文学と民俗』桜楓社 1977年
- 『わが戦後』牧羊社 1977年
- 『万葉びとの一生』講談社現代新書 1978
- 『わが幻の歌びとたち 折口信夫とその周辺』角川選書 1978
- 『わが町 銀座』サンケイ出版 1978
- 『東京の中の江戸』国鉄厚生事業協会 1979
- 『話のたね』文春文庫 1979
- 『山手線各駅停車』保育社カラーブックス 1979
- 『聴いて歌って』音楽鑑賞教育振興会 1979年[10]
- 『行くも夢止まるも夢』講談社 1980
- 『日本人の心の傾き』文藝春秋 1980
- 『郷愁の日本語：市井のくらし』あずさ書房 1980
- 『三田育ち』東邦経済社 1980
- 『孤影の人　折口信夫と釈迢空のあいだ』旺文社文庫 1981
- 『手紙のたのしみ』文春文庫 1981
- 『魚津だより』毎日新聞社 1982

- 『世俗の詩・民衆の歌　池田彌三郎エッセイ選』講談社文芸文庫 2007
- 『折口信夫芸能史講義 戦後篇 上・下　池田彌三郎ノート』伊藤好英・藤原茂樹・池田光編、慶應義塾大学出版会 2015-2016

著作集
- 『池田彌三郎著作集』（全10巻）角川書店 1979-1980

1. 『古代および古代学』
2. 『芸能伝承論』
3. 『芸能民俗誌』
4. 『文学伝承論』
5. 『身辺の民俗と文学』
6. 『伝承の人物像』
7. 『折口信夫研究』
8. 『ことばの民俗学』
9. 『暮しの民俗誌』
10. 『随筆随想』

### 共編著
- 『日本の女性』(写真でみる日本人の生活全集) 江馬三枝子共著、岩崎書店 1958
- 『民謡歴史散歩』(全4巻) 宮尾しげを共編、河出書房新社 1961-1962
- 『万葉百歌』山本健吉共編、中公新書 1963
- 『久保田万太郎回想』佐藤朔・白井浩司共編、中央公論社 1964
- 『民俗学のすすめ』宮本常一・和歌森太郎共編、河出書房新社 1965
- 『折口信夫回想』岡野弘彦・加藤守雄共編、中央公論社 1968
- 『いろはかるた物語』檜谷昭彦共著、角川書店 1973
- 『迢空・折口信夫研究』加藤守雄共編、角川書店 1973
- 『三田の折口信夫』慶應義塾大学国文学研究会 1973
- 『日本民俗誌大系』(全12巻) 編集委員、角川書店 1974
- 『味にしひがし』長谷川幸延共著、読売新聞社 1975
  - 再版 土屋書店(知の雑学新書)　2007
- 『講座古代学』中央公論社 1975
- 『池田彌三郎対談集 日本人のこころ』新人物往来社 1976
- 『折口信夫　まれびと論』(日本民俗文化大系 2) 講談社 1978[11]
- 『学研国語大辞典』金田一春彦との共編、学習研究社 1978
- 『柳田国男と折口信夫』谷川健一との対話　思索社 1980
  - 選書化 岩波書店(同時代ライブラリー) 1994
- 『池田彌三郎 北陸を語る』対談シリーズ 読売新聞北陸支社 1983
- 『明解 源氏物語五十四帖』伊藤好英新編 淡交社 2008

### 論文
- 国立情報学研究所収録論文 国立情報学研究所

### 出演番組
- 私だけが知っている
- テレビコラム

## 池田彌三郎に関する資料
- 『池田彌三郎の学問とその後』井口樹生著、藤原茂樹・慶應義塾大学文学部国文学研究室編、慶應義塾大学出版会 2012
- 特別企画展「池田弥三郎の世界」高岡万葉歴史館 2024年9月4日～12月2日[12]